# L'Abadia (Vernet)
L'Abadia és un edifici de Vernet al municipi d'Artesa de Segre (Noguera) inclòs a l'Inventari del Patrimoni Arquitectònic de Catalunya.

## Descripció
Es tracta d'un edifici de planta rectangular amb façana principal d'estil barroc. Té planta baixa, planta noble i golfes. La composició de la façana segueix l'eix de simetria definit pel portal adovellat i la gran finestra superior. Dues finestres laterals i les tres obertures de les golfes, essent la central tapiada. La coberta també ha estat modificada, desguassant pel mig la façana. Uns annexes deformen la planta original.

## Història
El 1950 data la llinda del portal. En començar el segle xvii la senyoria del lloc d'Artesa pertanyia el monestir de Montserrat.